# Prostaglandyny

Chemiczna struktura prostaglandyny E_{1} (PGE_{1})

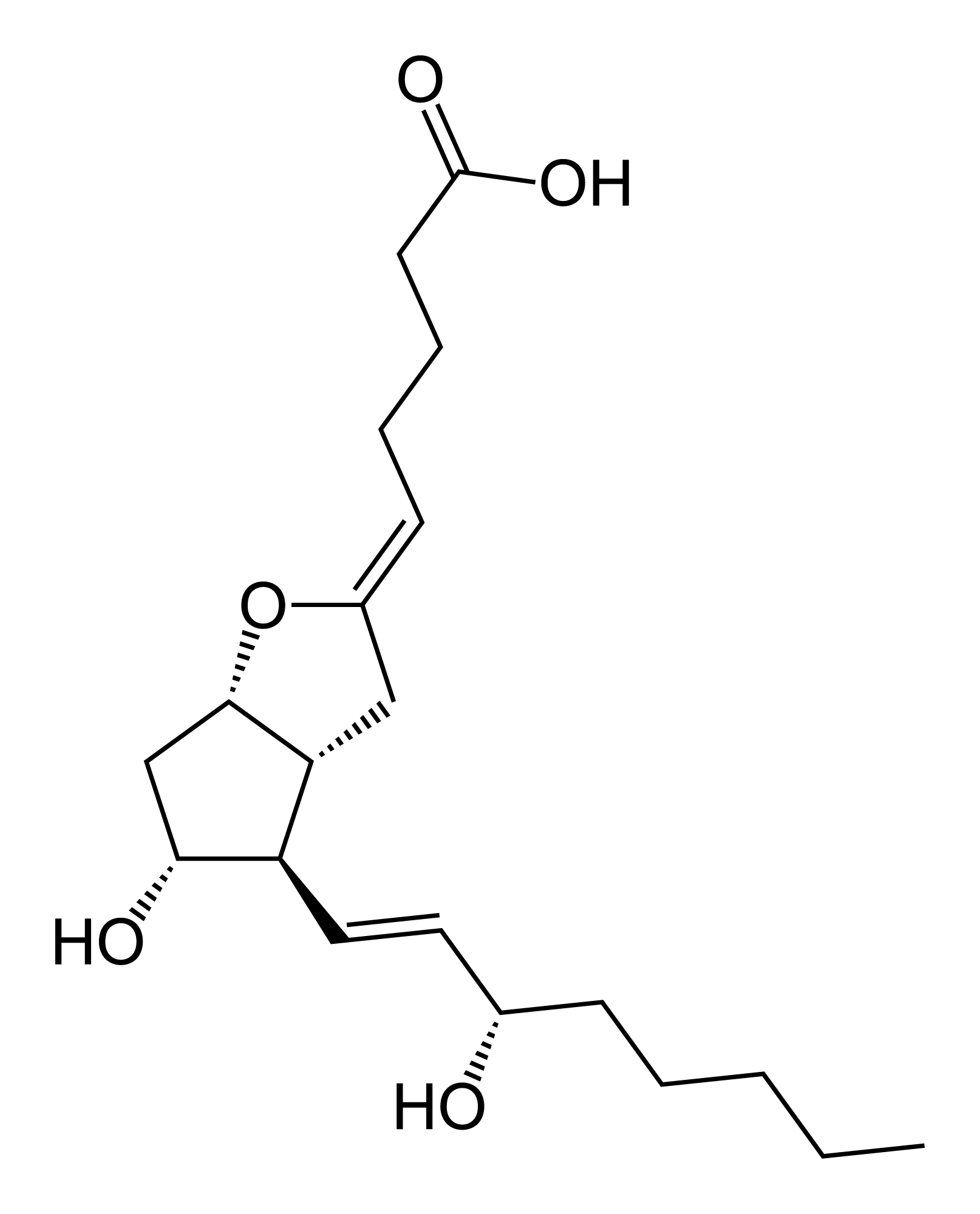
Prostacyklina

Prostaglandyny, PGs – grupa hormonów zwierzęcych, pochodnych kwasu arachidonowego należących tym samym do grupy eikozanoidów. Należą one do hormonów parakrynnych (działających miejscowo), są regulatorami procesów fizjologicznych, powstają wskutek pobudzenia nerwowego. Występują we wszystkich tkankach oraz płynach ustrojowych. Wykazują bardzo dużą aktywność biologiczną.

## Historia odkrycia i etymologia
W 1930 roku dwaj ginekolodzy Raphael Kurzrok i Charles C. Lieb odkryli, że macica ludzka po kontakcie z nasieniem mężczyzny kurczy się silnie i rozkurcza. Ulf von Euler, laureat nagrody Nobla, badając odkryte przez Kurzroka i Lieba zjawisko wywnioskował, że skurcze macicy wywołuje produkowana przez gruczoł krokowy niezidentyfikowana substancja. Euler nazwał tę substancję prostaglandyną od łacińskiego określenia gruczołu krokowego glandula prostatae (obecnie wiadomo, że Euler był w błędzie, ponieważ prostaglandyny produkowane są przez pęcherzyki nasienne). Około 1945 Bergström i współpracownicy wyizolowali z nasienia dwie prostaglandyny nazywając je PGE i PGF.

## Biosynteza
Po zadziałaniu na komórkę czynników fizjologicznych (hormony, neuroprzekaźniki) lub patologicznych (toksyny, czynniki drażniące, mikroorganizmy) następuje uwalnianie hormonów tkankowych. Powodują one zaburzenia wewnątrz komórki, między innymi uszkadzają błonę lizosomów, których enzymy lityczne, po przedostaniu się do cytozolu, niszczą organelle i błony. Hydrolazy mogą hydrolizować wiązania estrowe fosfolipidów błonowych, czego efektem jest uwolnienie wolnych kwasów tłuszczowych do cytoplazmy. Jeżeli uwolnionym kwasem jest kwas arachidonowy, ulega on kaskadzie kwasu arachidonowego, w wyniku czego powstają PGs.

### Kaskada kwasu arachidonowego
Kwas ulega przemianom przez zespół enzymów zwanych syntetazą prostaglandynową, w której skład wchodzą:
- cyklooksygenaza – hydroperoksydacja na węglu jedenastym i cyklizacja łańcucha
- lipooksygenaza – karboksylacja
- izomeraza – swoiste komórkowo i tkankowo enzymy odpowiadające za wytwarzanie poszczególnych PGyn.

### COX
Prostaglandyny syntetyzowane są przez enzym zwany cyklooksygenazą (COX). Istnieją trzy formy enzymu COX: COX-1 i COX-2 i COX-3.
Formy te syntetyzują prostagladyny, ale ich funkcja jest nieco inna:
- prostaglandyny COX-1 – między innymi chronią błonę wyściełającą żołądek, zmniejszając wytwarzanie kwasu żołądkowego, regulując wydzielanie śluzu oraz prawidłowe ukrwienie żołądka
- prostaglandyny COX-2 – uczestniczą w procesach zapalnych i przyczyniają się do powstania bólu, gorączki i obrzęków
- prostaglandyny COX-3 – występują w OUN, są izoformą COX-1

## Działanie biologiczne
Prostaglandyny działają w miejscu wytwarzania lub wydzielane są do krwi. Nie są nigdzie magazynowane, a ich czas połowicznego rozpadu jest stosunkowo krótki, dochodzący maksymalnie do kilku minut. Dlatego działają parakrynnie – są hormonami lokalnymi.
Działanie jest silne i różnorodne, często przeciwstawne:
- pobudzenie lub hamowanie skurczy mięśni gładkich:
  - macicy
  - przewodu pokarmowego
  - przewodu oddechowego
  - naczyń krwionośnych
- hamowanie wydzielania soku żołądkowego
- pobudzenie ruchliwości plemników
- należą do mediatorów odczynu zapalnego; kwas acetylosalicylowy, czyli aspiryna, w wyniku inhibicji cyklooksygenazy zmniejsza produkcję prostaglandyn zmniejszając przez to stan zapalny
- działają chemotaktycznie na leukocyty
- przeciwdziałają zamknięciu się przewodu tętniczego (Botalla) – ważne w przypadku zespołu hipoplazji lewego serca.

Enzym rozkładający PGs: 15-dehydrogenaza.

## Rodzaje prostaglandyn

Prostaglandyna H2

Znanych jest obecnie ponad 16 rodzajów PGyn u człowieka oznaczonych literami:
- PGA, PGB, PGD, PGE, PGF, PGG, PGH, PGI

a także cyframi, które oznaczają liczbę wiązań nienasyconych w łańcuchu, np. :
- PGA2, PGE1, PGE2, PGH2, PGI2.

## Zastosowanie
Z dotychczasowych badań wynika, że mogą stać się mało toksycznymi wielokierunkowymi lekami oraz hormonalnymi stymulatorami i mediatorami fizjologii rozrodu.